# كاثلين ويذ
كاثلين ويذ (بالإنجليزية: Cathleen With)‏ (7 أبريل 1967، كولومبيا البريطانية في كندا)؛ مُدرسة، كاتِبة وروائية كندية.